# Metadasylobus ibericus
Metadasylobus ibericus is een hooiwagen uit de familie echte hooiwagens (Phalangiidae).